# Antillormenis flaviclavata
Antillormenis flaviclavata är en insektsart som beskrevs av Ronald Gordon Fennah 1942. Antillormenis flaviclavata ingår i släktet Antillormenis och familjen Flatidae. Inga underarter finns listade i Catalogue of Life.